# Tommaso Salsa
Pour les articles homonymes, voir Salsa.
Tommaso Salsa (Trévise, 17 octobre 1857 - Trévise, 21 septembre 1913) était un général italien qui s'est distingué en tant qu'officier colonial pendant la guerre d'Érythrée, la guerre des mahdistes et la guerre d'Abyssinie. Il a ensuite participé à la répression de la révolte des Boxers en Chine. Décoré de la croix de chevalier de l'Ordre militaire de Savoie, de la croix de chevalier de l'Ordre de la Couronne d'Italie et de la médaille d'argent de la valeur militaire, il participe également à la guerre italo-turque et aux opérations ultérieures de conquête de la Libye, où il est décoré de la médaille d'or de la valeur militaire après l'issue victorieuse de la bataille d'Ettangi (19 juin 1913).

## Biographie
Il est né à Trévise le 17 décembre 1857, et après avoir suivi des cours de droit à l'université de Padoue, il s'inscrit à l'Académie royale militaire de Turin. En 1880, à l'âge de vingt-trois ans, il devient officier du Regio Esercito, affecté comme sous-lieutenant (sottotenente) au 21e régiment d'infanterie "Cremona". En 1882, il est promu au rang de lieutenant (tenente) , affecté au 6e régiment alpini. En octobre 1888, il devient capitaine (capitano) au 33e régiment d'infanterie "Livorno", puis suit les cours de l'école de guerre de l'armée à Civitavecchia et travaille ensuite au siège de l'état-major général.
À partir du 11 janvier 1891, il sert en Érythrée, au gouvernorat d'Afrique dirigé par le général Gandolfi, où il occupe le poste de chef du bureau politico-militaire jusqu'au 11 juillet 1894. Affecté à l'état-major général, il participe à la guerre d'Érythrée au sein du Corps royal des troupes coloniales, combattant les Derviches à Argodat (21 décembre 1893) puis à Kassala (17 juillet 1894). Lors de la bataille d'Agordat, il fait office de chef d'état-major du corps expéditionnaire, ce qui lui vaut d'être décoré de la croix de chevalier de l'ordre militaire de Savoie. Il participe ensuite à la guerre d'Abyssinie, sous les ordres du général Oreste Baratieri, se distinguant à Coatit (13-14 janvier 1895), où il reçoit la médaille d'argent de la valeur militaire. En tant que chef d'état-major du général Baratieri, il a déconseillé à ce dernier d'avancer sur Adoua, invoquant un certain nombre de raisons qui ont toutefois été ignorées lors du conseil de guerre qui a précédé la bataille. Il a joué un rôle de premier plan lors des négociations pour la reddition de la garnison italienne de Mekele menées avec le Ras Mekonnen, et après la défaite d'Adoua (1896), il a négocié la paix avec le Négus Menelik Ier.
De retour en Italie, il est affecté au 89e régiment d'infanterie "Salerno", et promu lieutenant-colonel (tenente colonnello) en 1898, il entre en service au 18e régiment d'infanterie "Acqui", partant presque immédiatement pour la Chine le 1er juillet 1900 à la tête du 1er bataillon d'infanterie, servant sous les ordres du colonel Vincenzo Garioni pendant les opérations militaires menées contre la révolte des Boxers. 
Il retourne dans sa patrie en 1902 où il est promu colonel (colonnello) et prend le commandement du 66e régiment d'infanterie de la brigade "Palermo", puis du 6e régiment alpini. Promu général de division (maggior generale) en 1910, il prend le commandement de la brigade "Roma" et, à partir du 22 juin 1911, de la 3e brigade alpini. En 1911, il est membre de la délégation italienne dans la commission de démarcation de la frontière italo-autrichienne et hongroise.
Après le déclenchement de la guerre italo-turque, il s'embarque à Naples le 29 novembre 1911,  atteint la zone des opérations le 1er octobre, pour occuper le poste de gouverneur de la place forte de Tripoli. En juillet 1912, il part de Tobrouk pour vaincre les forces arabo-turques à Ras Mdàuar, et en septembre suivant de Derna à la tête d'une brigade mixte de montagne, défaisant les forces adverses le 17 lors de la bataille de Gars Ras El-Leben. En octobre, il dirige des opérations militaires qui conduisent les forces ennemies sous le commandement d'Enver bey à la défaite à plusieurs reprises. Pour ces succès, le 9 décembre de la même année, il est promu au grade de lieutenant général (tenente generale) pour mérites de guerre et est mis en disponibilité pour se remettre d'une maladie infectieuse contractée en service.
Rentré en Italie, il retourne en Libye quelques semaines plus tard et, en mai 1913, il est envoyé à Derna. Il bat à nouveau les Arabo-turcs à la bataille d'Ettangi (19 juin 1913), une bataille de quatre heures à l'issue de laquelle il met complètement en déroute les troupes ennemies. Pour ces victoires, Sa Majesté le Roi Victor-Emmanuel III lui décerna la médaille d'or de la valeur militaire. Le 27 juillet 1913, il retourna définitivement en Italie, prenant le commandement de la division de Naples, et le 6 septembre de la même année, il devint inspecteur des troupes de montagne. Il mourut à Trévise le 21 septembre suivant à la suite d'une maladie reconnue comme étant due à une prostration due aux travaux effectués en Libye.

## Remerciements
Une caserne à Belluno, qui abrite aujourd'hui le 7e régiment alpin, une rue à Trévise portant le même nom que la caserne qui a fonctionné jusqu'en 2005 et a ensuite été déclassée avec la fin du service militaire obligatoire, et une section de l'Association nationale alpine (Associazione Nazionale Alpini) située dans sa ville natale sont dédiées à Tommaso Salsa.

## Décorations
- Chevalier de l'Ordre militaire de Savoie
- Lors de la bataille d'Agordat, il remplit les fonctions de chef du SM de la force expéditionnaire avec beaucoup d'éloges. Il a efficacement aidé le commandant des troupes lui-même et dans l'organisation de la poursuite. Pendant la bataille, il a fait preuve d'un courage et d'un sang-froid qui dépassent tous les éloges..
- Décret royal no 17 du 4 février 1894.
 - Médaille d'or de la valeur militaire
- Pour avoir mené ses troupes à la victoire avec une grande habileté et un courage admirable dans les combats de Kasr Ras el Leben le 17 septembre 1912, de Bu Msafer les 8, 9 et 10 octobre 1912, d'Ettangi le 18 juin 1913, de Mdauar le 18 juillet 1913, faisant preuve d'une force d'âme et d'une abnégation peu communes.
- Trévise, juin 1914
 - Médaille d'argent de la valeur militaire
- Il s'est acquitté de ses fonctions de chef d'état-major du corps d'opération avec une grande intelligence et un zèle inlassable ; il a organisé et dirigé le service d'éclaireurs et de renseignements d'une manière impeccable, et pendant le combat il a soutenu efficacement le commandement, notamment lors du changement de front.
- Coatit, 13-15 janvier 1895.
 - Médaille commémorative des campagnes d'Afrique avec bandes Agordat 2e, Kassala. Coatit
 - Médaille commémorative de la campagne de Chine avec la devise Chine 1900-1901
 - Chevalier de l'Ordre de la Couronne d'Italie
- 30 décembre 1892
 - Officier de l'Ordre de la Couronne d'Italie
- 26 décembre 1907
 - Commandeur de l'Ordre de la Couronne d'Italie
- 26 décembre 1909
 - Grand Officier de l'Ordre de la Couronne d'Italie
- 26 décembre 1912
 - Chevalier de l'Ordre des Saints-Maurice-et-Lazare
- 4 juin  1896
 - Officier de l'Ordre des Saints-Maurice-et-Lazare
- 3 juillet 1902,
 - Promu pour mérite de guerre,